# Филоксен од Мабуга
Филоксен од Мабуга (сиријски: ܐܟܣܢܝܐ ܡܒܘܓܝܐ, Aksenāyâ Mabûḡāyâ) (cca. 450 - 10. децембар 523) је био сиријски хришћански вођа и писац, познат по миафизитским ставовима.
Родио се у Тахалу, на источној обали реке Тигар, односно подручју које је било под влашћу Сасанидског Царства, али је већину живота провео на византијским територијама. Живео је и радио у Едеси. Касније је постао епископ Мабуга, и са тог места учествовао у смењивању халкедонских патријарха Антиохије, укључујући Флавијана II 512. кога је сменио миафизит Север. Око године 508. је написао нови сиријски превод Библије, од кога су до данас сачувани фрагменти; поред тога познат је и као аутор 30 сачуваних проповеди. Када је на византијски престо дошао Јустин I који је био наклоњен одлукама халкедонског сабора, Филоксен је изложен прогонима. Протеран је у Филипополис у Тракији гдје је убијен.
Сиријска оријентално-православна црква га слави као свеца.